# Патерсен, Бенжамен
Бенжамен Патерсен (швед. Benjamin Patersen (Paterson), 1750, Варберг — 1815, Санкт-Петербург) — шведский художник и гравёр, значительную часть жизни работавший в Санкт-Петербурге; получил известность как мастер городского пейзажа.

## Биография

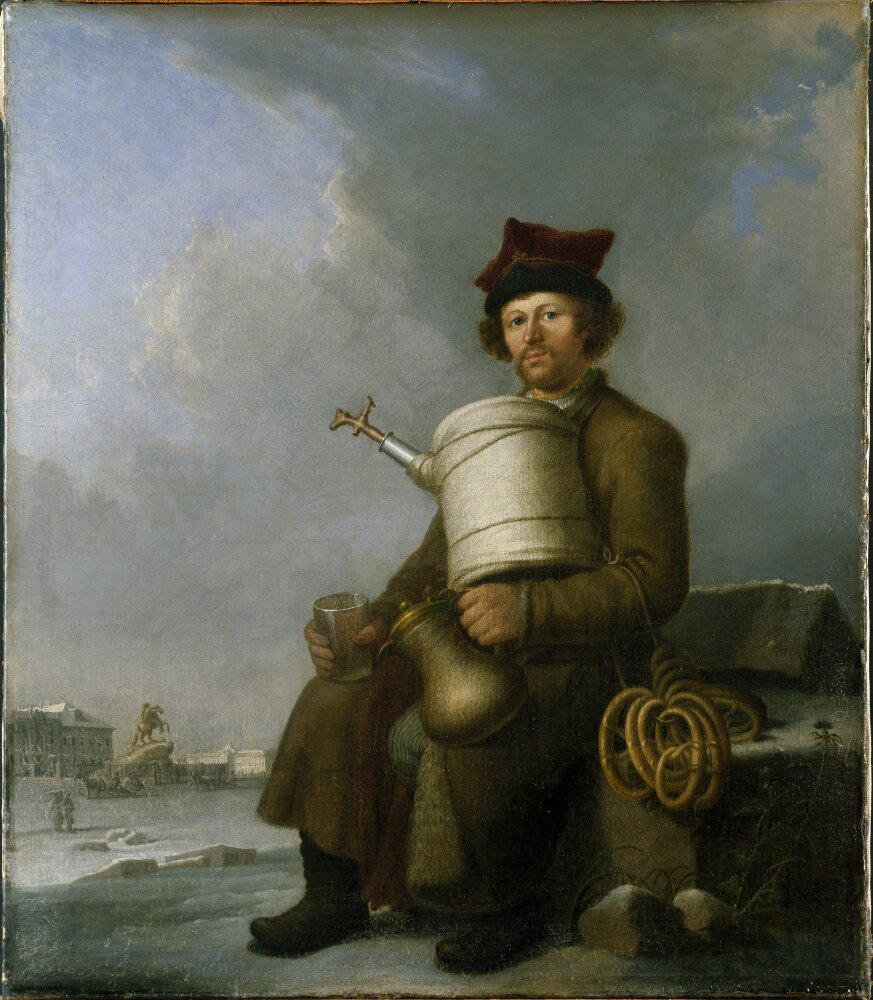
Сбитенщик (Сбитенщик). Национальный музей Швеции.

Бенжамен Патерсен родился в Варберге, Швеция, в семье таможенного писаря. Художественное образование получил в Гётеборге у церковного художника Симона Фика, и стал членом местного Общества художников. В конце 1770-х путешествовал по Польше, Литве и Латвии. С 1774 по 1786 год он жил и работал в Риге.
В 1787 году Патерсен прибыл в Санкт-Петербург. Сохранился текст объявления, которое художник опубликовал в «Санкт-Петербургских ведомостях» 22 января 1787 года:

Здесь, в Санкт-Петербурге, несколько времени пребывающий живописец Патерсен, который портреты и исторические пьесы масличными красками и карандашом рисует… Сим извещаем охотников до живописи, что он ныне живет в Погенполовом доме у Синего моста под № 154.

В 1791 году Патерсен женился, его дочь Марию крестили в лютеранской церкви Святой Екатерины в 1795 году. С 1790 года он стал посылать свои работы на выставки в Королевскую Академию искусств в Стокгольм, первой из них стал портрет горного советника Юхана Эрика Нурберга. После того, как в 1799 году Академия одобрила картину Патерсена «Вид на часть так называемого Летнего сада в Сакнт-Петербурге», художник был принят в её члены.
В середине 1790-х Патерсен получил первый заказ от Императорского двора, а в 1798-м был назначен придворным живописцем.
Согласно заметке в «Санкт-Петербургских ведомостях» от 1800 года, Патерсен проживал «по Екатерининской канаве между государственным заёмным банком и Кокушкиным мостом в Шаровом доме, под № 131». В 1806 году Петерсен ездил на родину в Швецию.
Художник скончался в Петербурге 23 июня 1810 года, был похоронен на кладбище финского прихода в Тёнттёля (Тинтела) у современных Нарвских ворот.

## Творчество

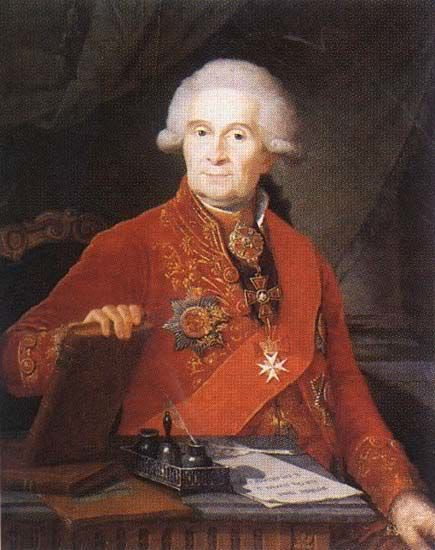
Барон Фёдор Михайлович Колокольцов

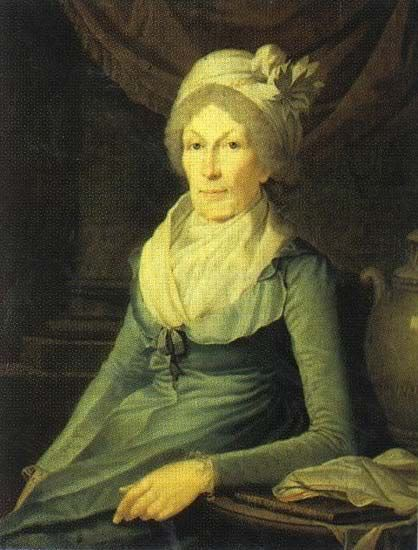
Баронесса Мария Ивановна Колокольцова, урождённая Аничкова 1797—1799

Одной из первых работ Патерсена после приезда в Петербург стал портрет пастора Эмануэля Индрениуса. Сохранились и несколько жанровых сценок, например, «Сбитенщик» (Национальный музей Швеции). Известно, что в 1797 году барон Фёдор Михайлович Колокольцов заказал у Патерсена парные портреты свой и супруги, Марии Ивановны, а также портрет внучки, Марии Михайловны Хованской. Эти картины в настоящее время хранятся в фондах Русского музея.
Основным жанром, которому Патерсен посвятил весь долгий период своего петербургского творчества, стали городские пейзажи. По мнению исследователей, художник «совершил нечто совершенно уникальное» и во многом благодаря его картинам мы можем в подробностях представить себе Петербург рубежа XVIII—XIX веков.
С момента своего первого приезда в Петербург Патерсен был очарован его прелестью и своеобразием, и всю дальнейшую творческую жизнь связал с городом на Неве. Водная гладь реки или каналов на большинстве картин занимала весь передний план, также значительную часть художник оставлял для неба. В 1799—1800 годах Патерсен создал целую серию гравюр с пейзажами набережных Невы, которую посвятил императору Павлу I. Гравюры печатались на двух видах бумаги и стоили по 20 (за гравюру на бумаге более высокого качества) и по 15 (за гравюру на обычной бумаге) рублей.
Для картин Патерсена характерны хорошо прорисованная линия горизонта, серо-голубая или золотистая тональность (для акварелей и раскрашенных графических листов). На его произведениях представлены практически все известные архитектурные памятники второй половины XVIII века: Зимний дворец, Академия художеств, Михайловский замок, Таврический дворец и другие.
Наследие художника составляют свыше 100 пейзажей Петербурга, самая крупная коллекция его картин хранится в Эрмитаже.

## Виды Санкт-Петербурга

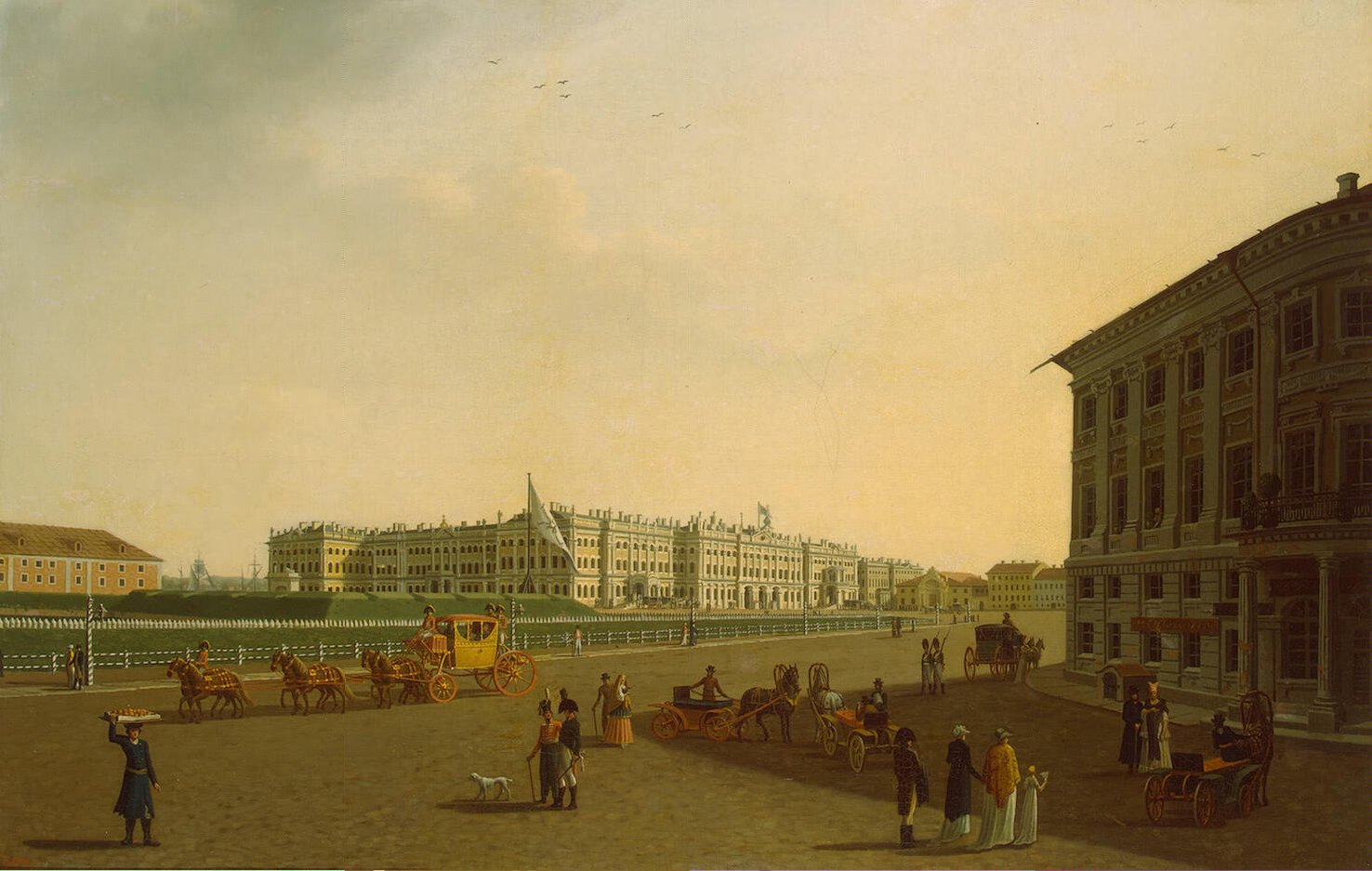
Вид на Дворцовую площадь и Зимний дворец от начала Невского проспекта, 1801
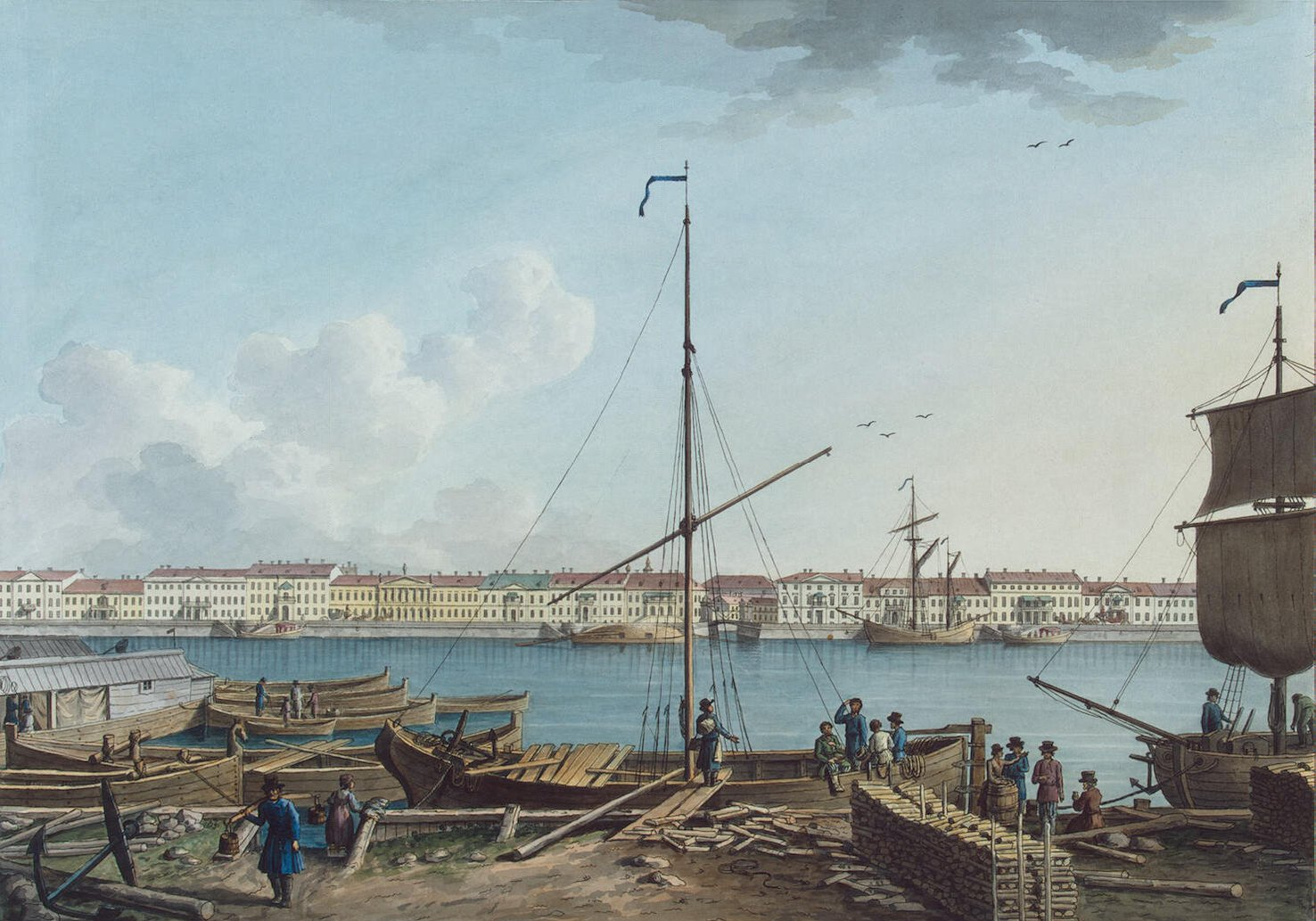
Вид на Английскую набережную с Васильевского острова, 1799
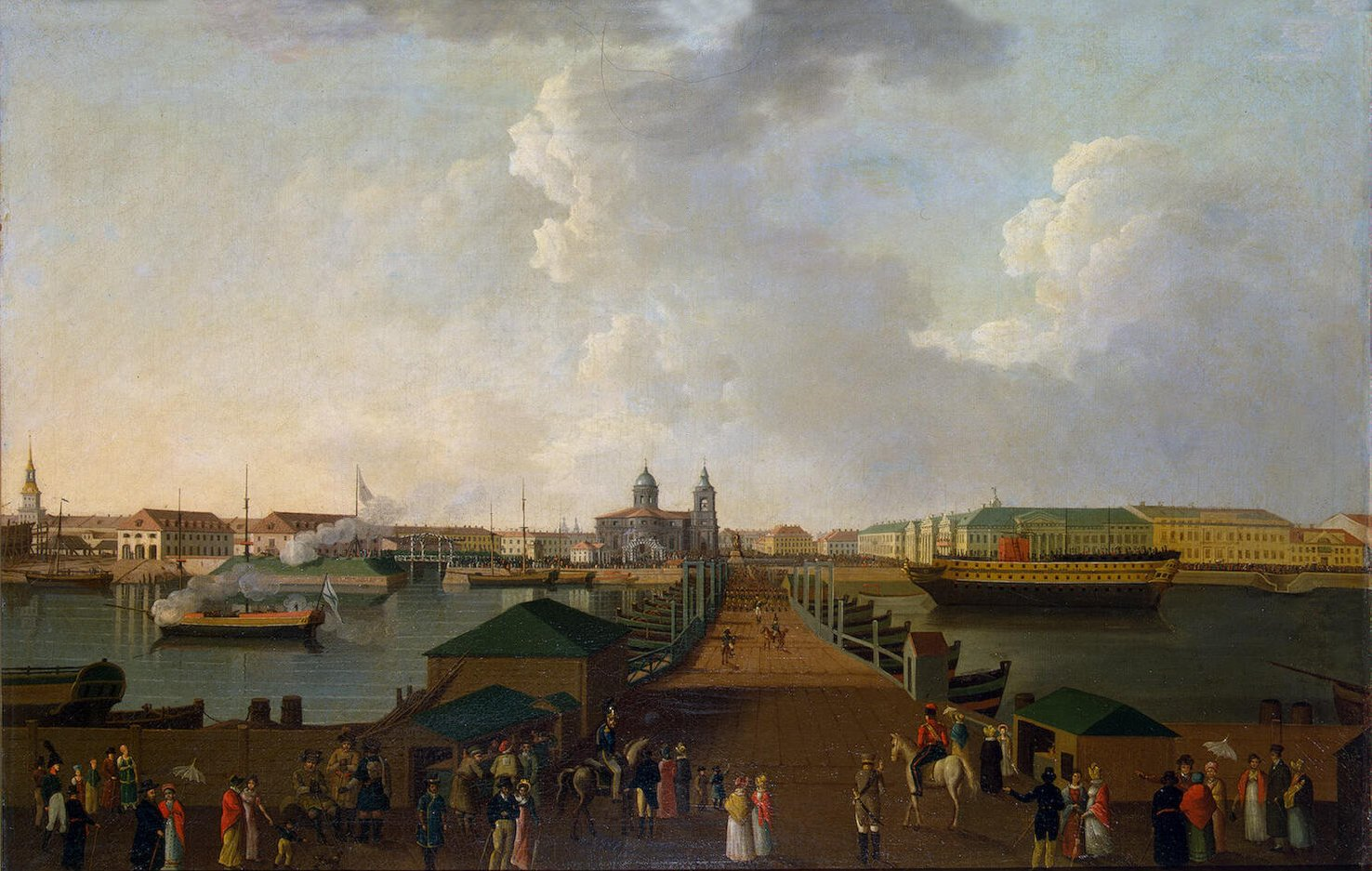
Вид Санкт-Петербурга в день столетнего юбилея города, 1803
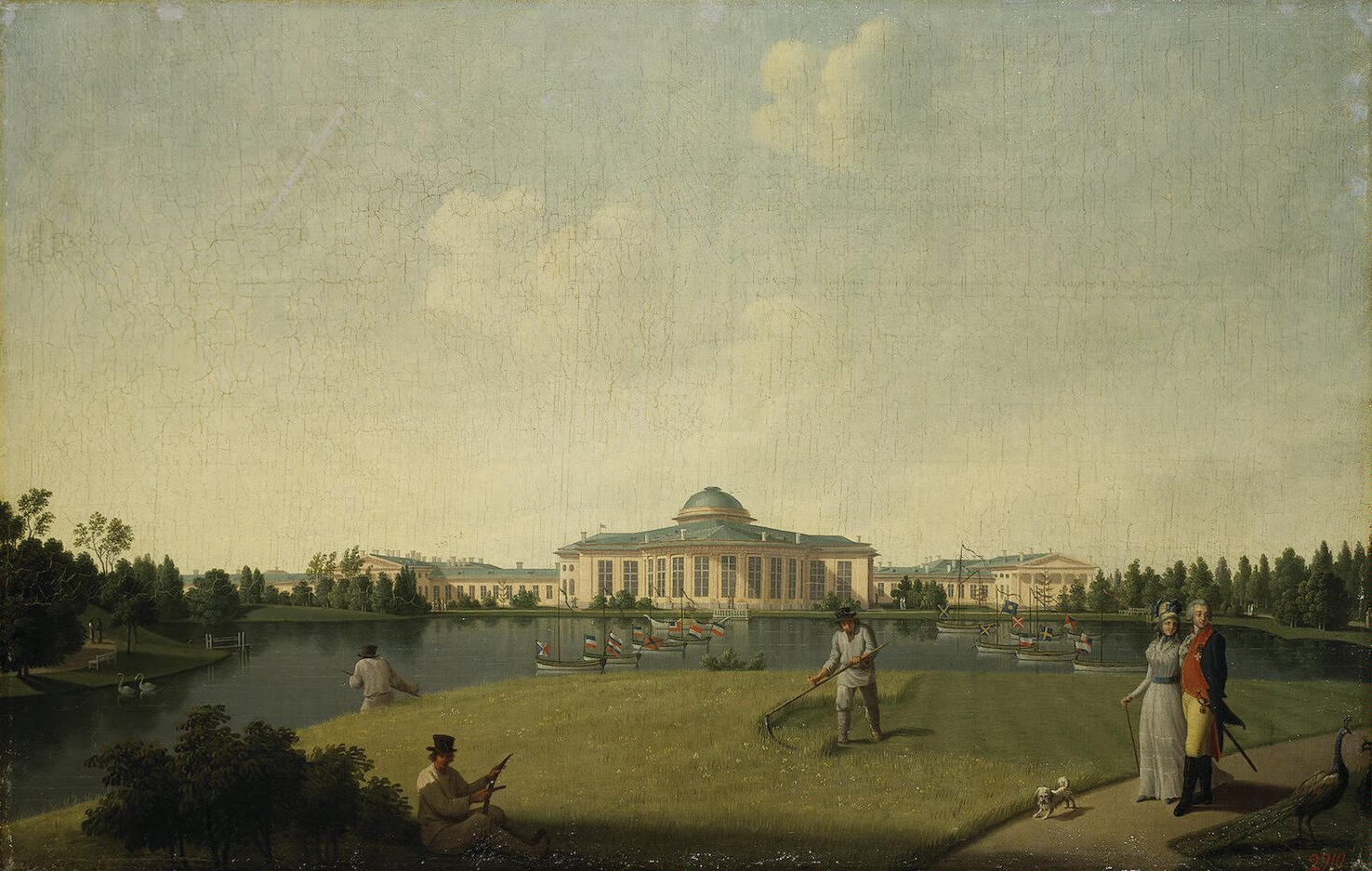
Вид на Таврический дворец из дворцового парка
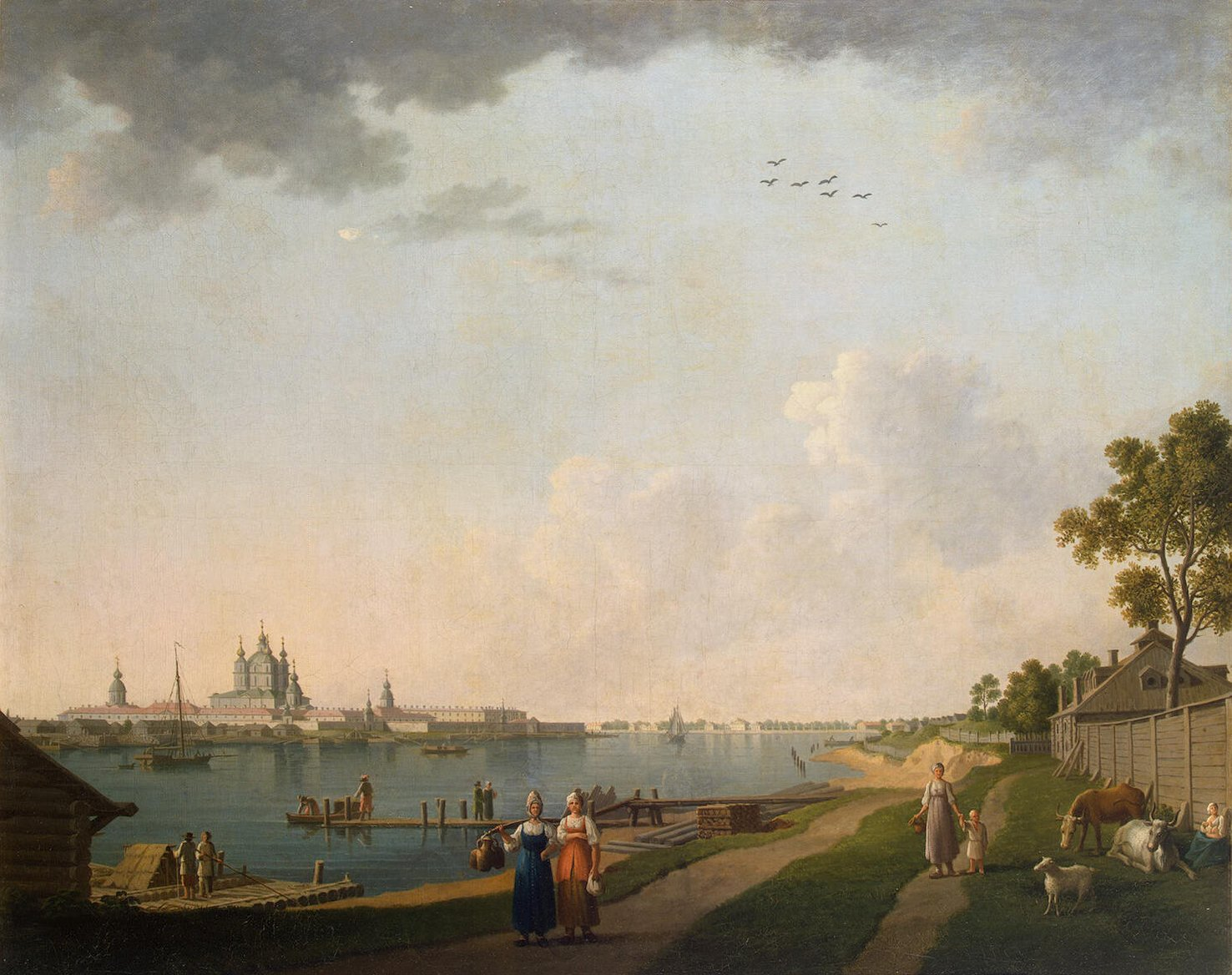
Вид на Смольный монастырь со стороны Охты
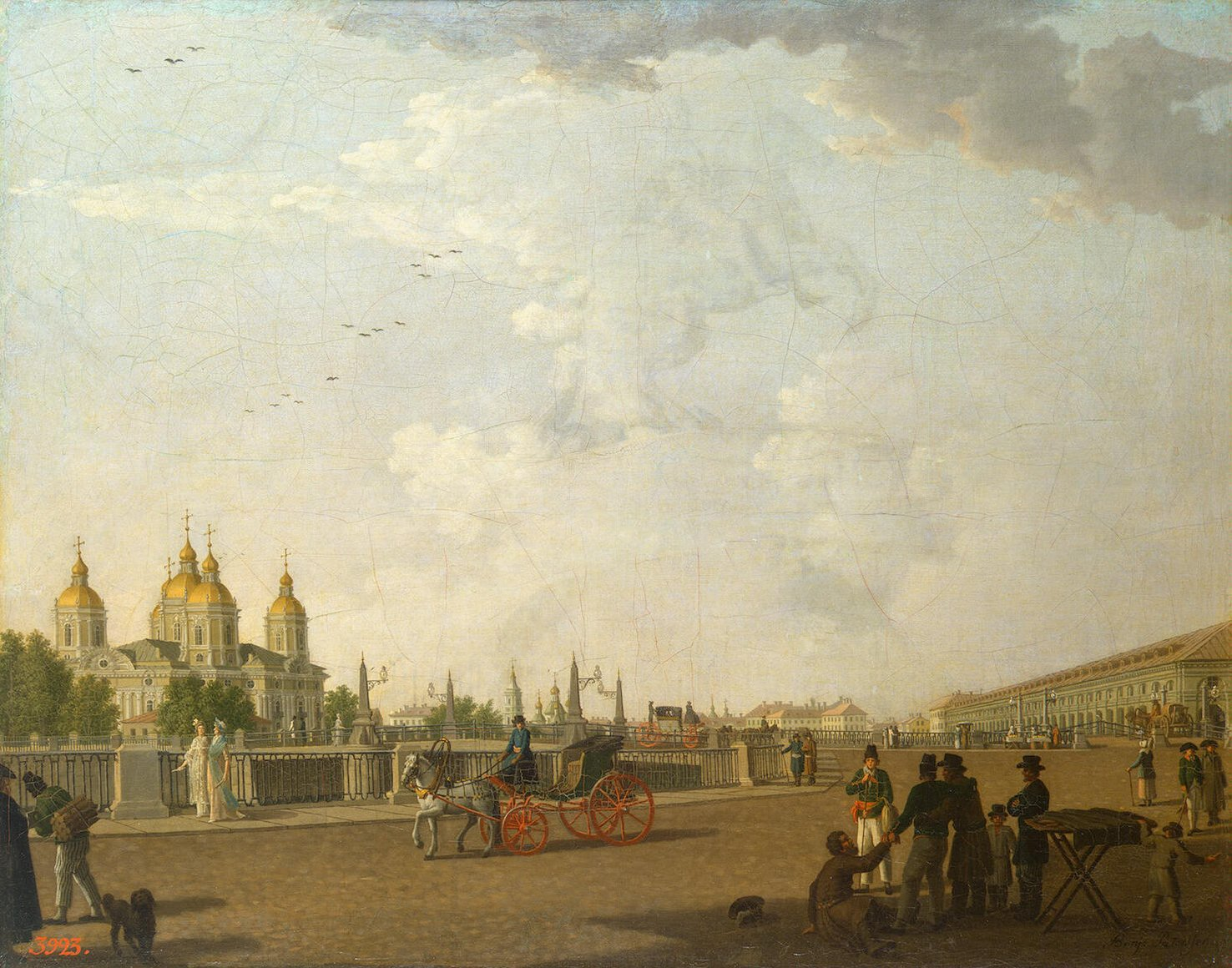
Никольский морской собор
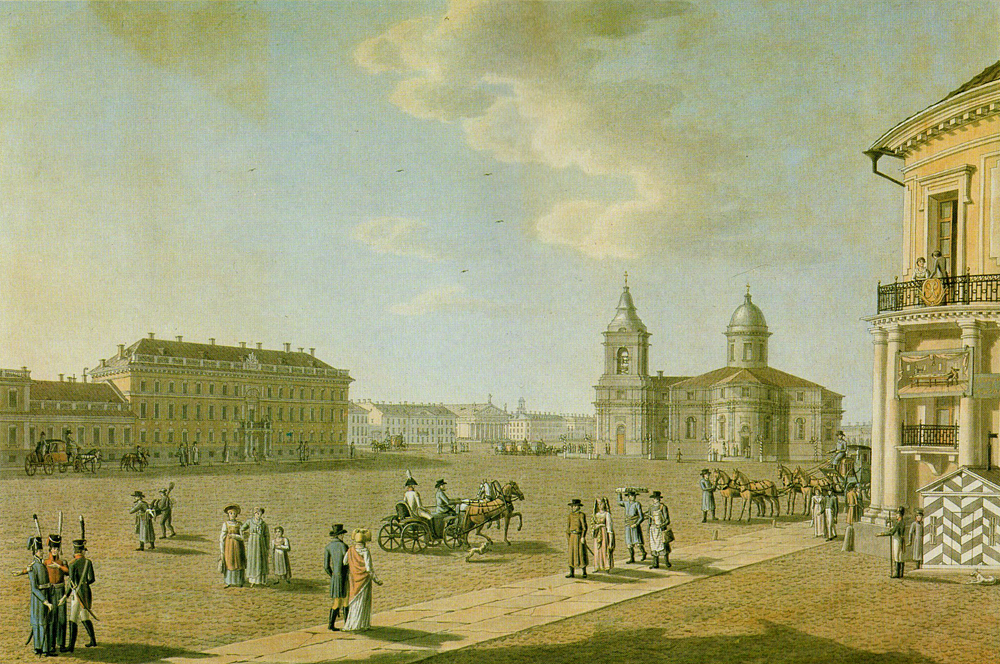
Исаакиевская площадь и старый (ринальдиевский) Исаакиевский собор
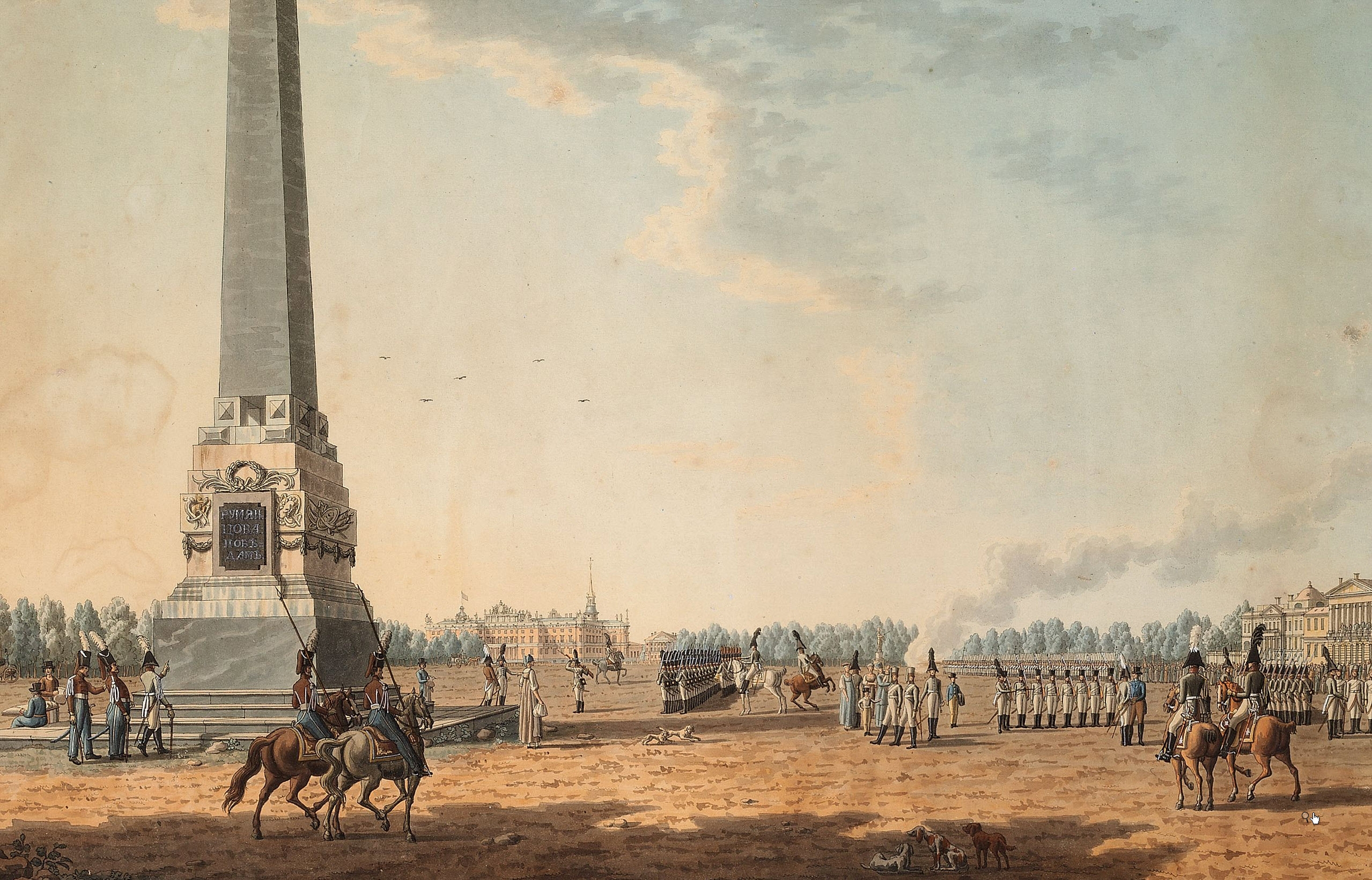
Вид на Инженерный замок с Марсова поля. Впереди — Румянцевский обелиск (сохранился, но был перемещён в другое место).
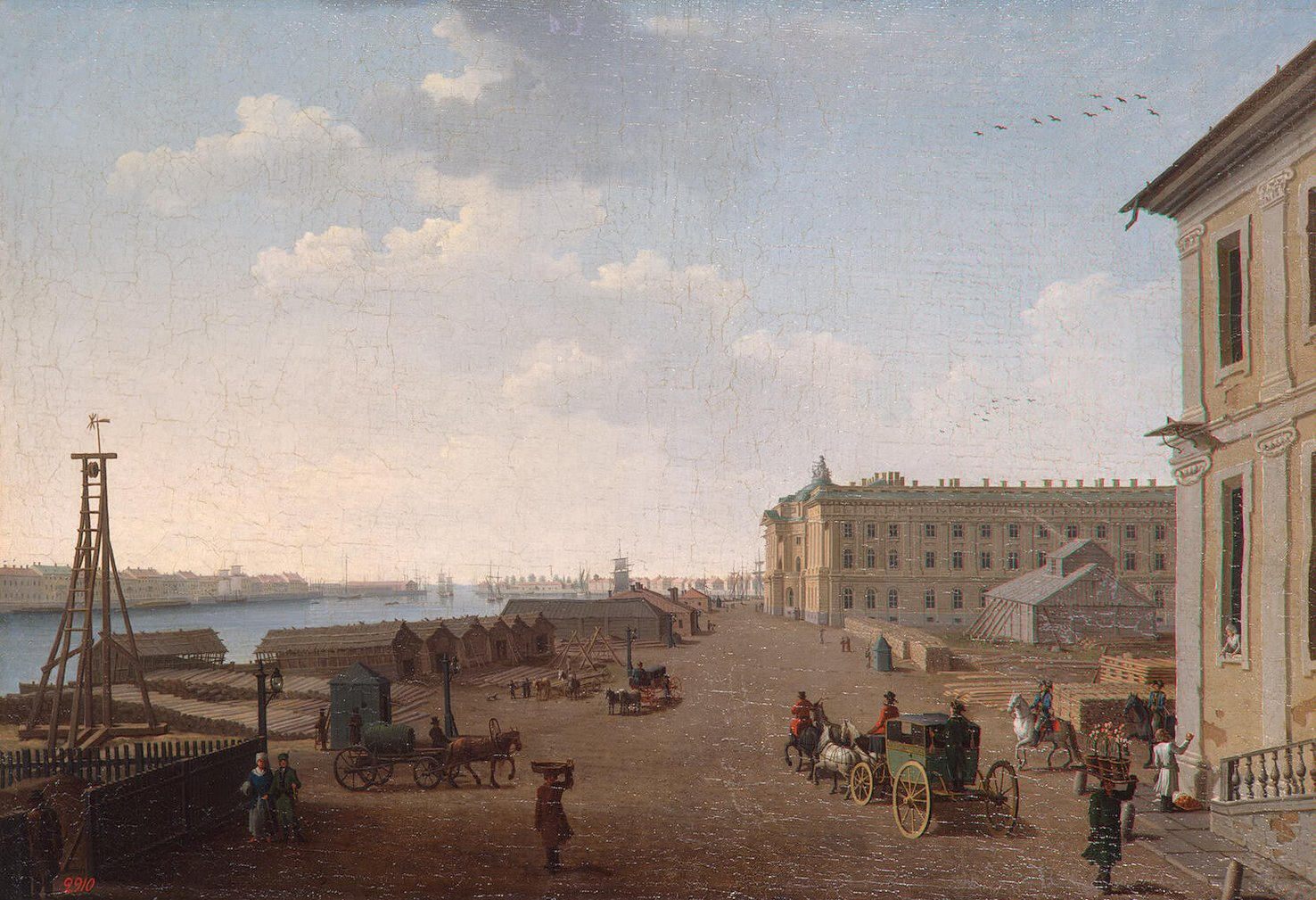
Вид на Императорскую Академию художеств
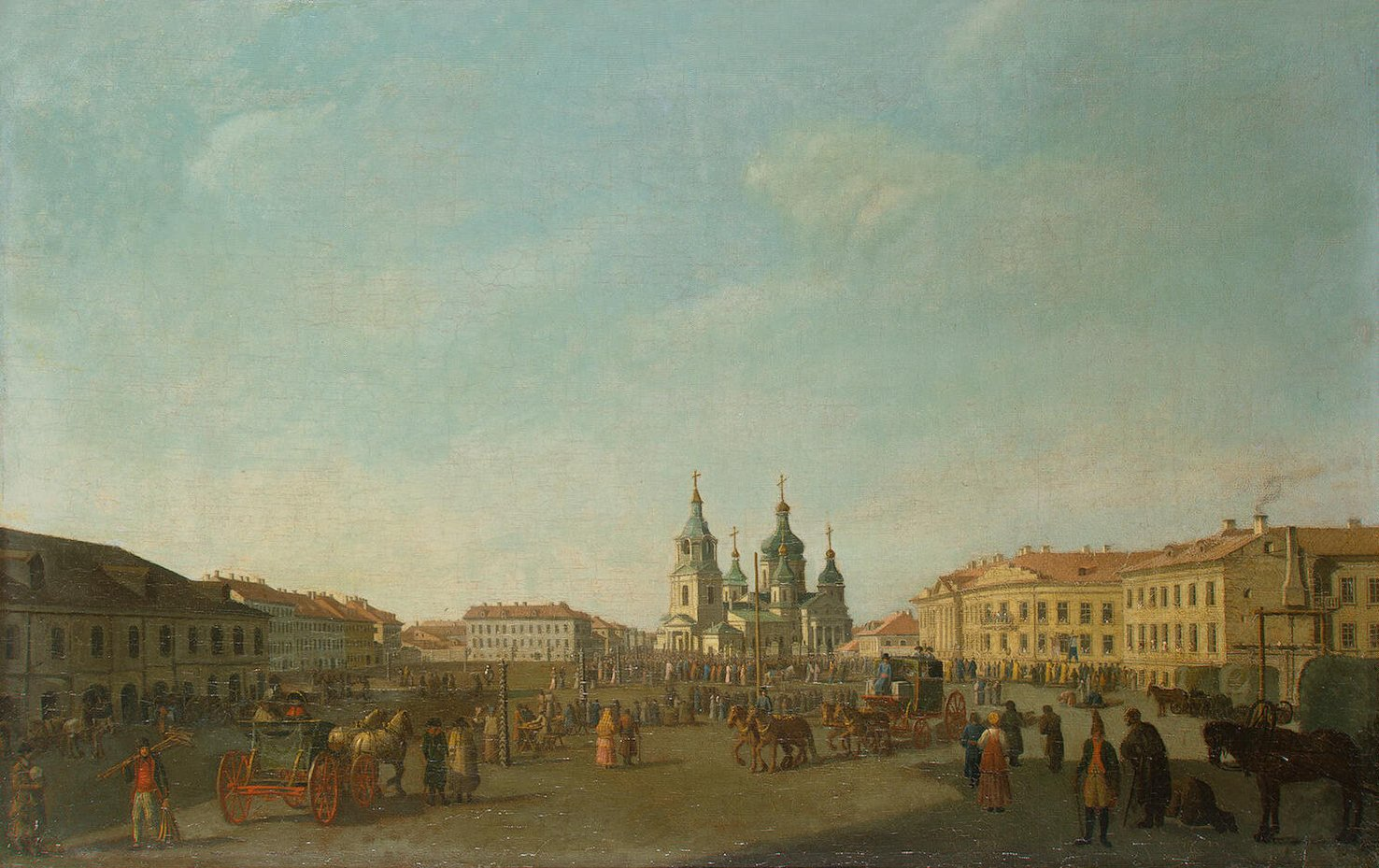
Сенная площадь с несохранившейся церковью Спаса на Сенной
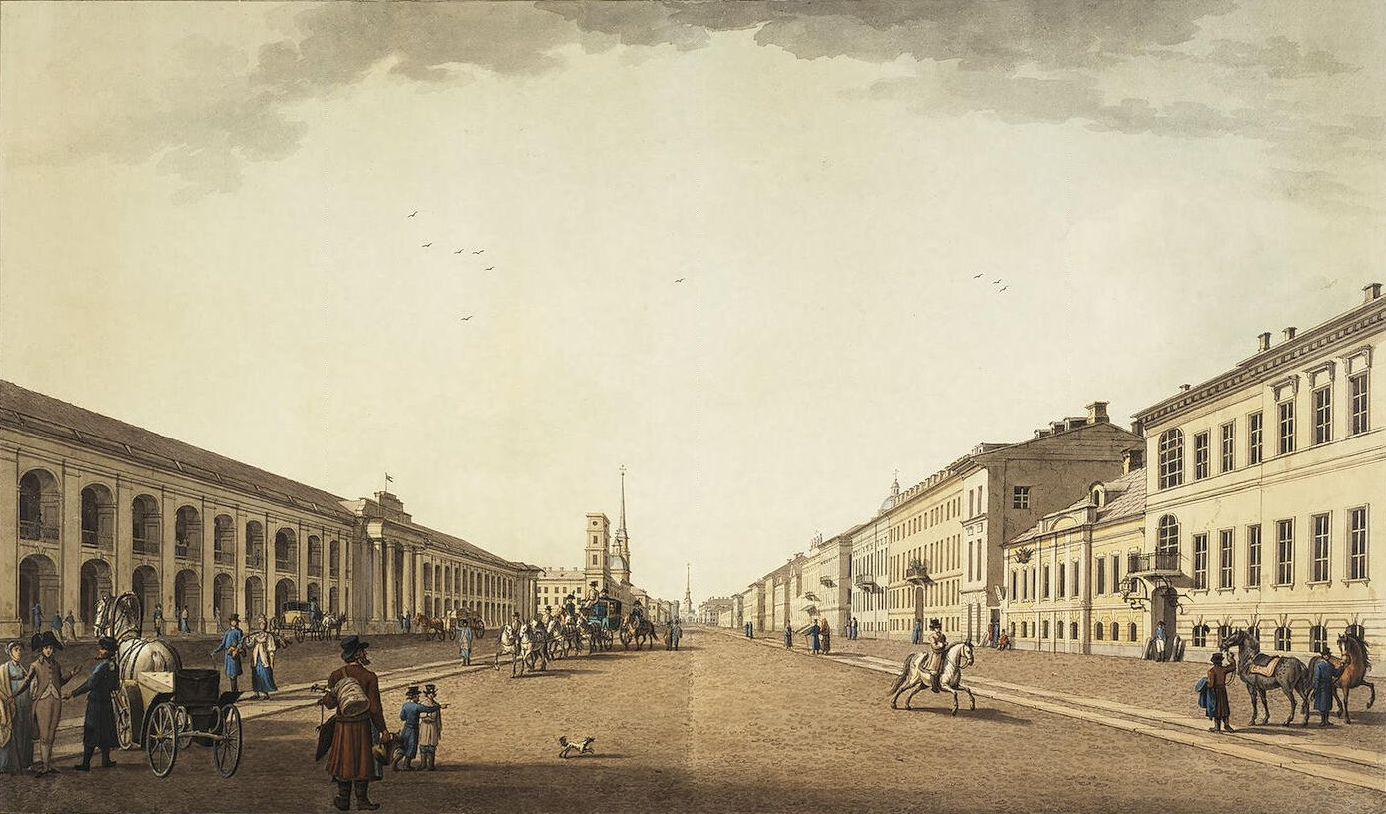
Невский проспект перед Гостиным двором. На заднем плане — здание городской думы
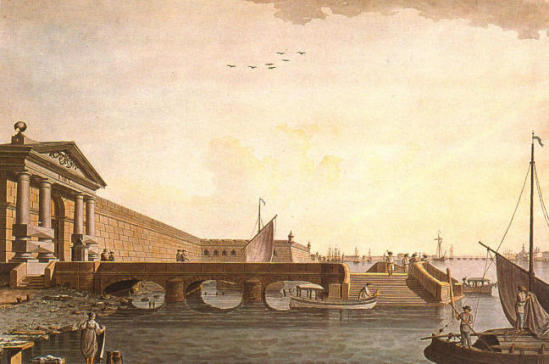
Невские ворота Петропавловской крепости.